# Меро (национални парк)
Национални парк Меро је један од многобројних паркова Новог Јужног Велса, Аустралија.